# Доходный дом купца Чувильдина
Доходный дом купца Чувильдина (косой дом) — бывший доходный дом в Екатеринбурге, принадлежавший купцу Василию Ивановичу Чувильдину. Является памятником истории и архитектуры регионального (областного) значения с 2015 года. Входит в туристический маршрут «Красная линия» Екатеринбурга.

## История
Двухэтажный кирпичный дом был построен приблизительно в 1900 году на 2-й береговой улице (ныне ул. Горького) на берегу реки Исети по проекту архитектора Александра Семеновича Чирковского, спроектировавшего также первую электростанцию в Екатеринбурге. Для дома был выбран модный в то время «кирпичный» стиль. Участок земли под домом был приобретён Чувильдиным в 1890-х годах, а до этого принадлежал некоей Марфе Филипповне Козловой. На нём находились деревянный дом и некоторые технические постройки. Сам купец проживал неподалёку также в деревянном доме, и так и жил в нём дальше, даже после постройки каменного дома, который сдавал постояльцам.
Основным занятием Чувильдина была торговля мукой. Он был широко известен в городе, имел авторитет, дважды был избран гласным городской думы с 1876 по 1884 годы. С 1903 года сведений о купце нет, а в 1912 году дом приобрёл некто А. Е. Сухоплюев. После 1917 года дом был передан горкомхозу и преобразован в коммунальное жильё.
Современный адрес дома: улица Горького, 14.
В 2005 году неподалёку от дома поставили памятник клавиатуре, и дом стали иногда называть «i-сетью» или «системным блоком». В 2015 году правительством Свердловской области дом был внесён в список объектов культурного наследия. «Историко-культурная ценность данного здания заключается в его оригинальном объемно-планировочном решении на сложном рельефе».
До 2016 года дом находился в обветшалом, неухоженном состоянии. В ноябре 2016 года был выставлен на торги за 6,24 млн. руб. и куплен за 6,31 млн. руб. фирмой ООО «Капитал». С конца 2016 года до 2019 реконструирован в жилой особняк.

## Описание
В плане (вид сверху) имеет вид параллелограмма с острым углом в 80 градусов, за что получил среди горожан прозвище «косой дом». Возможно, такая неординарная форма была ответом проектировщика на жёсткие требования заказчика вписать дом в окружающий ландшафт. Сам дом состоит из двух соединённых корпусов разной этажности, расположенных на крутом спуске к реке. Дом выделяется своим необычным ступенчатым внешним видом.
Фасады дома асимметричны. В их убранстве использованы стилизованные русские мотивы. Основная часть дома имеет высокую коробовую крышу с пирамидальным фронтоном на южном фасаде. Малая часть имеет плоскую крышу. Парадный вход размещён в северо-восточном углу дома в виде двух спаренных дверных проёмов с навесом на кованных кронштейнах, с небольшим крыльцом. На втором этаже западного фасада расположен балкон с сохранившейся ажурной решёткой.

## Галерея

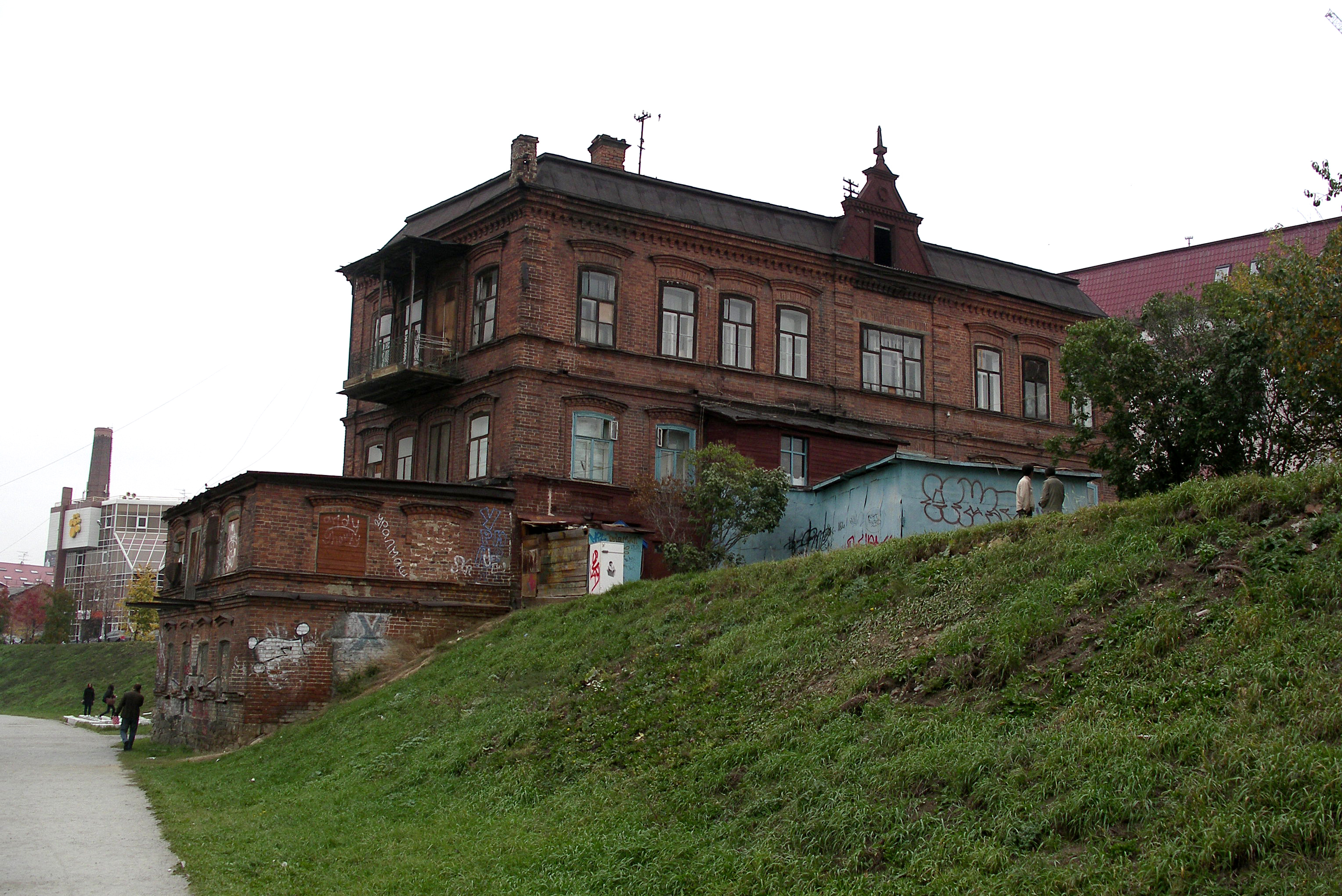
Вид вблизи с южной стороны
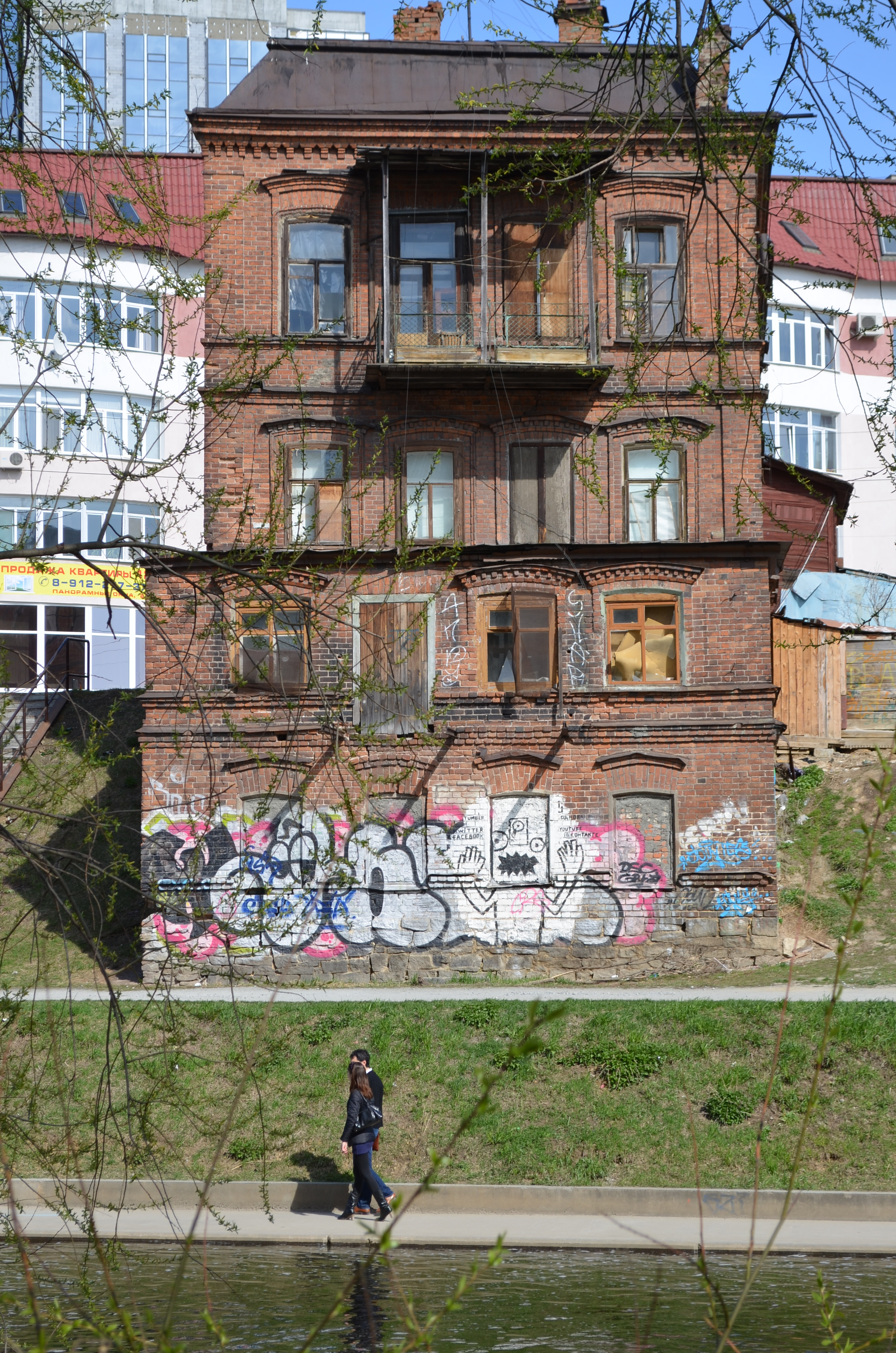
Вид с запада, со стороны реки
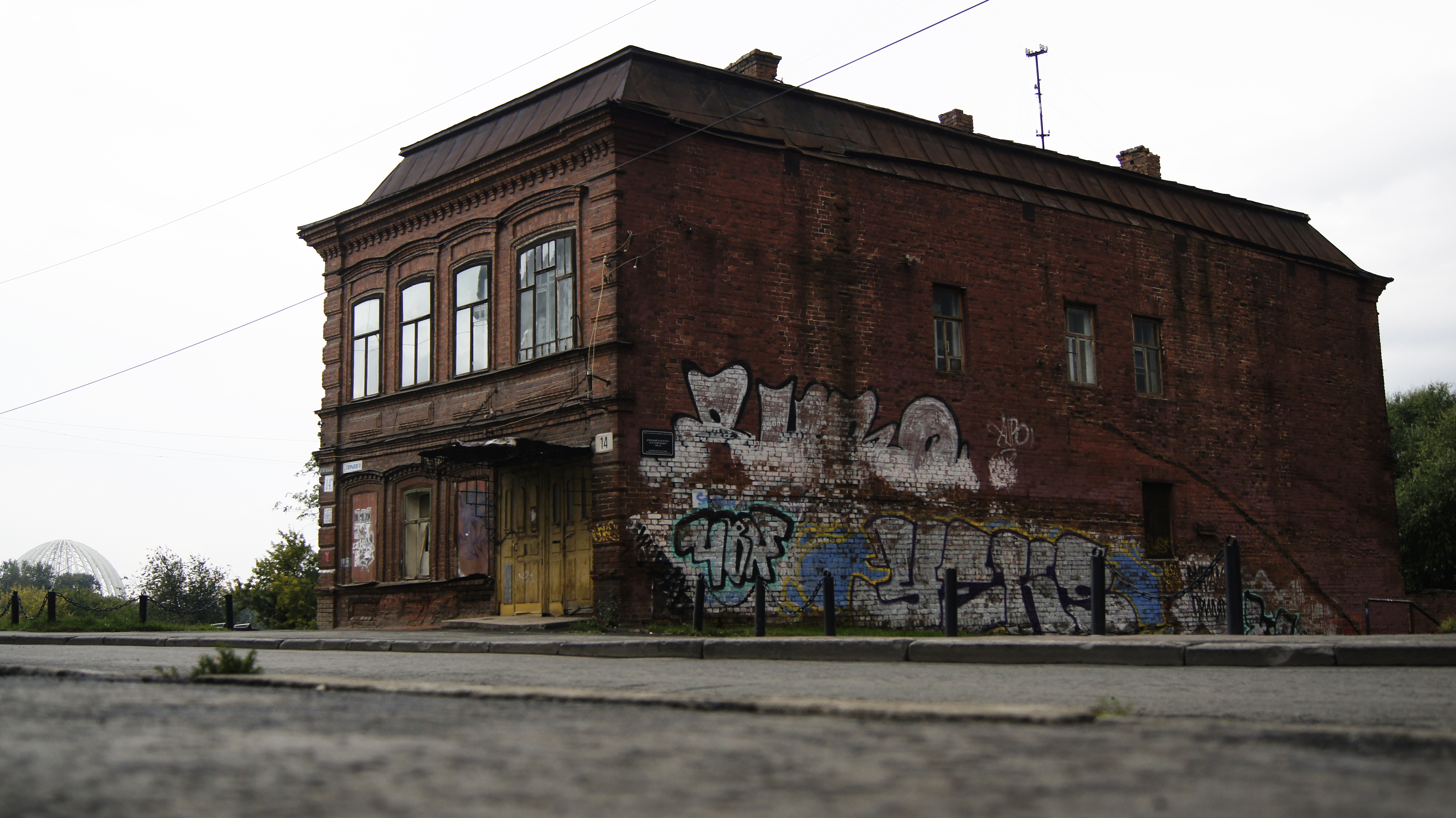
С северо-востока, с улицы Горького
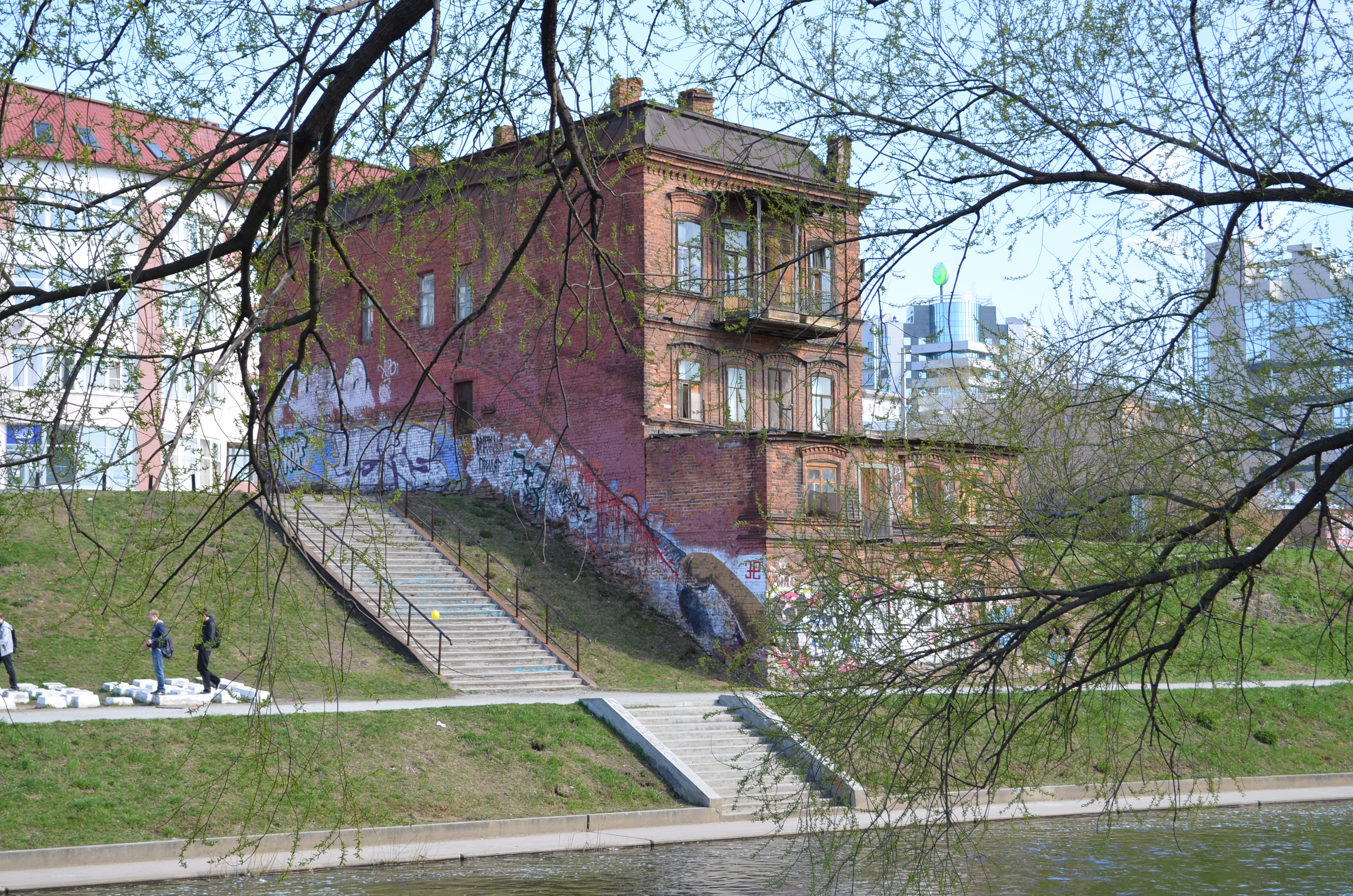
Вид с северо-запада, слева памятник клавиатуре